# ヴァルチャー (キャラクター)
- バルチャー

ヴァルチャー (Vulture) は、スパイダーマンシリーズに登場する代表的なスーパーヴィランの一人である。ハゲタカ (英語でヴァルチャーと呼ぶ) のようなスーツを着て飛行することができる。
実写映画版シリーズマーベル・シネマティック・ユニバースの『スパイダーマン:ホームカミング』にも登場。

## 初代

### 原作漫画
本名は、エイドリアン・トゥームス (Adrian Toomes)。
天才的な技術者・発明家であったトゥームスは、親友のグレゴリー・ベストマンと共に「エレクトロニクス」という会社を経営していた。会社内では、ベストマンが運営をしており、トゥームスは電磁波を利用して飛行を可能にするハーネスなどの画期的な発明品の開発に専念していた。しかし、ベストマンはトゥームスを裏切って、彼の利益を横取りしたり、最終的には会社の支配権を全て握ってトゥームスを追い出すなど悪行を行った。それでもトゥームスは飛行ハーネスの開発を完成させ、復讐者となって「エレクトロニクス」社の金をすべて盗み出した。この経験を経て、飛行の快感と強化されたパワーに酔いしれた彼は、バルチャーと名乗り犯罪者への道へ進むことを決意する。
その後も味を占めた彼は、警察に犯罪予告をする大胆さも見せ始めた。それを聞きつけたスパイダーマンは、ヴァルチャー（バルチャー）を倒すだけでなく、戦闘時に写真を撮影してデイリー・ビューグルに売り込もうと考えたのだった。結果的に、ヴァルチャー（バルチャー）は公衆の面前で侮辱され、怒り狂った彼はスパイダーマンへの復讐に執着するようになった。
ちなみに、彼を撮影したことによってピーターはデイリー・ビューグル社のカメラマンになることができた。 
- 1963年発行のアメイジング・スパイダーマン第2号で初登場を果たし、グリーンゴブリンやドクター・オクトパスと並んでスパイダーマンを代表する最も古い悪役の一人として、度々、スパイダーマンの前に立ちはだかってきた。
- 1964年発行のアメイジング・スパイダーマン アニュアル1号にて、ドクター・オクトパス、ミステリオ、サンドマン、エレクトロ、クレイヴン・ザ・ハンターのスパイダーマンの宿敵5人と共に、架空の犯罪組織で悪のスーパーヒーローチームシニスター・シックス（邪悪なる6人）を結成し、初代メンバーとしてスパイダーマンと対戦する。
- 2016年発行の『スーペリア・スパイダーマン』では、ドクター・オクトパスに乗っ取られたスパイダーマンと対戦し、こてんぱんに打ち負かされて大ケガを負った。その上、ドクター・オクトパスがスパイダーマンの肉体を乗っ取っていることにも気づかなかった。

### アニメ
- 1960年代のアニメ『スパイダーマン』ではポール・ソールズが声を担当し、ギル・フェンウィックが2代目として担当。
- 1981年のアニメ『スパイダーマン』ではドン・メシックが声を担当した。
- 1990年代のアニメ『スパイダーマン』ではエディ・アルバートが声を担当した。吹き替えは西川幾雄が声を担当した。
- 『スパイダーマン・アンリミテッド』ではスコット・マクニールが声を担当した。
- 『スペクタキュラー・スパイダーマン』ではロバート・イングランドが声を担当した。
- 『アルティメット・スパイダーマン』ではトム・ケニーが声を担当した。吹き替えは烏丸祐一が声を担当した。
- 『マーベル スパイダーマン』ではアラスター・ダンカンが声を担当した。

### ゲーム
- SPIDER-MAN（PS2・GC・Xbox） - ドワイト・シュルツが声を担当。吹き替えは八木光生が担当。
- アルティメット スパイダーマン（DS・GC・PS2） - ブライアン・ジョージが声を担当。
- Marvel's Spider-Man（PS4） - ドワイト・シュルツが声を担当。吹き替えは大塚芳忠が担当。

## 二代目
本名は、ブラッキー・ドラコ (Raniero "Blackie" Drago)。
1967年発行のアメイジング・スパイダーマン第48号～第49号で登場。事故で瀕死の重傷を負ったトゥームスと刑務所で同房だった黒人の犯罪者。トゥームスから継承者として選ばれた。
実際は、トゥームスを事故でケガを負わせたのはブラッキーの策略で、ヴァルチャー（バルチャー）の名を我が物にしようと企んだ卑劣な男。若さという点ではトゥームスに勝っていたが、経験や専門知識で大きな差がみられ、結局トゥームスに打ち負かされて役割を返上することになった。

## 三代目
本名は、クリフトン・シャロット (Clifton Shallot)。
1974年発行のアメイジング・スパイダーマン第128号で登場。元エンパイア・ステート大学の教授で、肉体をバルチャーに突然変異させた。殺人現場を見たメリー・ジェーン・ワトソンを口封じのために殺害しようと執着する。

## 四代目
本名は、ジミー・ナターレ (James "Jimmy" Natale)。
2009年発行のアメイジング・スパイダーマン第592号で登場。元ギャングで、意図せずして酸性の唾を武器とする新たなヴァルチャ（バルチャー）になってしまった。長らく活躍していたが、2011年にパニッシャーに殺され、トゥームスが再びヴァルチャ（バルチャー）の地位を取り戻すことになった。

## MCU版
マイケル・キートンがウィング・スーツを身に纏った怪人であるエイドリアン・トゥームス/バルチャーを演じた。吹き替えは大川透が声を担当した。

### キャラクター像
元々は残骸処理会社の経営者で、“ニューヨーク決戦”の後始末を任されたことから、新しいトラックを購入し人材を雇ったにもかかわらず、トニー・スターク/アイアンマンがアメリカ政府と共に組織した“ダメージ・コントロール局”の介入により失業してしまう。自分の家族や部下を食わせるためにと、職を奪われたことへの腹いせも含め、「政府に未提出だった“チタウリ”の兵器の残骸などを再利用して利益を得る」という悪事を思い付き、それ以降は部下たちと共に自身の装着するウィング・スーツやハイテク武器を作り、犯罪者への密売を生業とするようになった。自身は武器の材料に作り変える用にヴィランらの装備や残骸及びダメージ・コントロール局管理下の物資などの奪取・回収の他、邪魔者の対処も自ら行う。
収入源が武器の製造・密売という点を除けば、普段は立派な邸宅に住んでおり、活力に満ち、職場では部下たちに、家庭では妻のドリスと一人娘のリズに心から愛情と思いやりを注ぎ、面倒見も良く、リズをパーティーに誘いに来たピーター・パーカー/スパイダーマンにも直接の初対面時には非常に友好的に接するなど理想的な人柄の持ち主に見える一方、理不尽で合点がいかないことに直面したり、トラブルやアクシデントで事が思うように運ばなくなると、他者や物に当たってしまうくらいに癇癪持ちで、邪魔者は脅迫や実力行使に出てでも排除しようとするヴィランとしての顔も時折覗かせる人物である。
あくまでも武器の製造・密売は家族や部下たちの生計のためであり、失業する遠因となったトニーを恨んでいるものの、現在の生業のためにトニーたち“アベンジャーズ”へ開発した武器を使用しての直接的なテロ行為などは行わず、ヒーローたちや捜査機関に見つからないよう長年暗躍を続け、事業を軌道に乗せていた。

### ツール
バルチャーのエグゾスーツ（Vulture's Exo-Suit）
トゥームス/バルチャーが装着する、彼専用の高性能ウィング・スーツとヘルメット。禿鷹を想起させるデザインで、本体に取り付けられた一対の操縦桿を握って操作し、背部のジェットエンジンとティルトローター式のタービンエンジン、高い可動性を持つ機械製の巨大な両翼で自在に空中を飛行する。機体はチタウリ製の合金で作られており、銃撃や障害物との衝突にも平然と耐えられる。
装着者とウィング本体は瞬時に分離・合体が可能で、遠隔操作によるスーツ単体での自律飛行や体当たり攻撃も行える。両翼端は風切羽を模した鋭利な鋏となっており、スパイダーマンのウェブも切断できる。また翼には一対のアンカーやデコイドローンを内蔵する。
両脚部には無骨で切れ味鋭い近接格闘用の鉤爪が装備され、自動車程の重量物をも器用に捕らえ、そのまま吊り下げての運搬も可能なほどの高い利便性も有しているなど、スパイダーマンの“ハイテク・スーツ”にも匹敵するほどの機能の数々を有している。
ヘルメットには展開式のバイザーと、緑色のインタフェース、高高度の飛行にも対応した酸素マスクを搭載しており、両目部分は緑色に光る。
普段はバルチャーの一味のアジトの作業場の専用の台座に置かれ、トゥームスはこれを廃品回収と敵対者との戦闘に使用する。“アベンジャーズ・タワー”から輸送される荷物を巡る戦いでステルス輸送機の墜落に巻き込まれ、ダメージが蓄積したため自壊し、大破する。
『モービウス』にて再登場した際には新しいエグゾスーツを着用しており、転移先の世界にはチタウリが出現していないことから、最初のエグゾスーツとは別の技術を使用していると思われる。それまで一体化していたウィングとタービンエンジンが分離して4枚構造となり、更に両腕のジェットエンジンで姿勢制御を行っているのが特徴。マスクのデザインも微妙に異なっている。
ブラスター
強力なブラストを発砲するビームガン。ジャクソン・ブライス/ショッカー（初代）の粛正とフェリーでのピーターやFBI捜査官たちとの戦闘で使用した。ピーターのウェブに縛られて取り落とすものの、その際の衝撃でコアが暴発して、より強力なエネルギー波が放出。フェリーを真っ二つにする。
マター・フェーズ・シフター（Matter Phase Shifter）
4個の小型発生機からなる物質位相器。4個の発生機を屋根や壁面に並べながら設置し、起動させると発生機が設置された範囲内を非物質化させる。
トゥームスによって、ダメージ・コントロール局のトラックのコンテナや、ステルス輸送機内に侵入するために用いられる。
真空密封シール
貼り付けることで密閉空間を真空状態にする特殊シール。トゥームスはフィニアス・メイソン/ティンカラーからこのシールの制作を何度か推し進められていたが、「航空機から盗むような派手な盗みはアベンジャーズに目を付けられる」と考えて拒否し続けていた。
しかし、“最後の仕事”としてアベンジャーズ・タワーから輸送される荷物を奪取する作戦を計画したことでメイソンに作らせ、飛行するステルス輸送機へ安全に侵入するために輸送機の壁面にエグゾスーツを密着し、その内側にシールを貼り付けて、周囲との気圧の差を減少させ、この状態を維持させた。そこからトゥームスは、マター・フェーズ・シフターで機内に侵入する。

### 余談
トゥームス/ヴァルチャー（バルチャー）は独創的な悪役として高い評価を受けた。悪役であるにもかかわらず、娘のデート相手であるピーターを尊重するバランス感覚のある良き父親であり、性差別的なステレオタイプから脱却した多面的なキャラクターであると評されている。

### 描写
『スパイダーマン:ホームカミング』
ニューヨーク決戦から現代まで、武器の開発・密売業を成功させ続けてきたが、部下のブライスとハーマン・シュルツが取引現場をピーター/スパイダーマンに見られて騒ぎを起こしたことでピーターに目をつけられてしまい、自ら赴いたダメージ・コントロール局のトラックからの物資奪取も、フェリーでのマック・ガーガンらとの取引も、ピーターの妨害によって失敗し、スパイダーマンに対する憎悪を募らせていく。
フェリーの一件でFBIやトニーにまでその存在を認知されたために、実質的に商売が困難となりつつある程追い詰められ、最後の仕事と称して一攫千金を狙い、遂にアベンジャーズ・タワーから輸送される荷物を奪取しようと行動を開始。決行の日、パーティに出席するリズを家に迎えに来たピーターと共に会場の“ミッドタウン高校”へ車で送っていく最中、自分がバルチャーだと先に気付いたピーターの反応や、ピーターがスパイダーマンが現れた場所で「いつもいなくなる」というリズの発言などからスパイダーマンの正体に気づく。この時は先のワシントン記念塔での事故の際に娘を救われたことから銃を突きつけはしたものの、警告で済ませた。
警告を聞き入れずヒーローとして自身を止めに現れたピーターと、アジトや飛行中の輸送機内外、そして輸送機墜落後はコニーアイランドで壮絶な決闘を繰り広げた。最後はスーツが限界に来ていることに気付いたピーターの制止を振り切り、多数の“アーク・リアクター”が入ったコンテナを持ち去ろうとしたところでスーツが自壊し爆発に巻き込まれたが、ピーターに助け出され捕縛された。
その後刑務所に収監されるも、ピーターには娘と自分の命を結果的には助けて貰ったことにより心動かされるものがあったのか、所内で遭遇したガーガンからのスパイダーマンの正体についての質問ははぐらかす。
『モービウス』
自身の世界がスティーヴン・ストレンジ/ドクター・ストレンジの呪文によって“マルチバース”の侵食を受けた影響で、別の並行世界に転移されていたことがポストクレジットシーンにて明かされる。刑務所の空室内に転移しており、囚人服姿ではあったが転移先の世界では罪を犯していない人物であることから短期間で釈放された。自分に起きたことの全てを把握しているわけではないが、転移の原因がスパイダーマンに関連することを推測しており、独自に新しいエグゾスーツを製作、身を隠していたはずのモービウスにも連絡を取って接触する。そして、自分達のような人間が「チーム・アップ」すればもっと良いことが出来る、と提案し、モービウスもそれを承諾する。